# Francesc Masclans i Girvès
Francesc Masclans i Girvès (Barcelona, 4 de març de 1905 - 18 de gener de 2000) fou un mestre i botànic català. La seva obra principal fou la recopilació de les denominacions populars de la flora dels Països Catalans. La seva vessant pedagògica el portà a escriure moltes guies introductòries al món vegetal. Oriol de Bolòs el considera el pare de l'etnobotànica als Països Catalans.

## Biografia
Va néixer al barri de Sants de Barcelona el 4 de març de 1905, en el si d'una família benestant. El pare, Esteve Masclans i Pasqual, era el farmacèutic del barri i va ser un dels primers presidents de l'Orfeó de Sants. Francesc Masclans va estudiar magisteri i el 1927 fou destinat a les Esglésies (Pallars Jussà), on va exercir fins al gener del 1931. D'aquesta època és una col·lecció de fotos del poble on treballava, concretament de persones i animals pallaresos del començament dels anys 1930.
El 1931 va a tornar a Barcelona, on va fer de mestre a la nova escola de Sants: la Joan Lluís Vives. Al cap de poc, es va casar amb Serafina Aleu i Borrell, que també treballava de mestra. Després de la Guerra Civil espanyola, acusat de catalanisme, fou enviat a Fresnedo, prop de Ponferrada, com a mestre sense sou per les autoritats franquistes. Hi va treballar el curs 1940-1941 i el començament de curs següent. Del 1941 al 1944 va exercir de mestre a l'escola Mn. Cinto Verdaguer de Montjuïc. El curs 1944-1945 va tornar a l'escola Joan Lluís Vives, a Sants, on va exercir fins a la jubilació, el 1967.
A partir del 1941, va començar una intensa tasca d'investigació científica com a deixeble de Pius Font i Quer. Així, es va especialitzar en la botànica. El 1950 va elaborar amb Emili Batalla i Xatruch l'elaboració de la flora local de la conca del Gaià (1950) i el catàleg de la flora de les muntanyes de Prades.

## Obra
Són obres destacables de Francesc Masclans: 
- 1931: Com s'educa un infant en la llar. Estudi popular i anecdòtic, amb pròleg d'Alexandre Galí.[2]
- 1958: Guia per a conèixer els arbres.
- 1963: Guia per a conèixer els arbusts i les lianes.
- 1966: Flora del Segrià i de l'Urgell, a la plana occidental catalana.
- 1975: Els noms catalans dels bolets.
- 1980: Comentari sobre els noms dels bolets.
- 1981: Els noms de les plantes als Països Catalans.